# ノスタルジックヒーロー
ノスタルジックヒーロー（Nostalgic Hero）は芸文社から販売されている旧車をメインに取り扱っている自動車雑誌である。
奇数月1日が販売日となっている。
また、姉妹誌として1980年代の車を扱った「ハチマルヒーロー」が発行されている。

## 概要・歴史
- 元々ピットインの臨時増刊号として創刊。
- 1986年2月15日、「ノスタルジック'60」という誌名で創刊、名の通り1960年代の旧車にスポットを当てた内容となっている。
- 1987年2月15日、「ノスタルジック'50&'60」の誌名で2号が発刊。1950年代の旧車も扱う事となった。
- 同年7月15日発刊の3号から「ノスタルジック・ヒーローズ」の誌名に変更、1950年代～1970年代の旧車を扱う事に仕切り直した。
- 1988年5月15日発刊の6号から現在の「ノスタルジックヒーロー」へと誌名が変わる。
- 同年7月15日発刊の7号は創刊号～5号までの総特集号となり、中綴じ式であった製本方式も現在の無線綴じへと変更されている。
- 同年8月1日発刊の8号から新創刊され現在に至る。